# Thagria cincticula
Thagria cincticula är en insektsart som beskrevs av Nielson 1977. Thagria cincticula ingår i släktet Thagria och familjen dvärgstritar. Inga underarter finns listade i Catalogue of Life.